# Gvanfacin
Guanfacin (Teneks, Intuniv) je simpatolitik. On je selektivni agonist α2A receptora. Ti receptori su koncentrisani u prefrontalnom korteksu, te guanfacin potencijalno može da poboljša sposobnost pažnje putem modulisanja postsinaptičkih α2A receptora. Guanfacin snižava sistolni i dijastolni krvni pritisak putem aktivacije α-2a norepinefrinskih autoreceptora centralnog nervnog sistema, što dovodi do redukcije perifernog simpatetičkog odliva i stoga do redukcije perifernog simpatetičkog tona. Njegove nuspojave su zavisne od doze. Pri dozama do 2 mg efekat suvih usta se praktično ne javlja.

## Spoljašnje veze
- Intuniv